# 2つの悲しき旋律
『2つの悲しき旋律』（ふたつのかなしきせんりつ、ノルウェー語: To elegiske melodier）作品34は、エドヴァルド・グリーグが1880年に作曲した、2曲からなる弦楽合奏曲である。『2つの悲歌的旋律』とも訳される。
ノルウェーの農民詩人オスムン・オラヴソン・ヴィニエ（1818年 - 1870年）の詩による歌曲集『12のメロディ』作品33から2曲を選んで編曲したもので、以下では原曲の歌曲に関しても簡単に説明する。

## 作曲（編曲）の経緯
ヴィニエはノルウェーの詩人の中でもランスモール（ニーノシュク）による詩作の先駆者であった。民族的音楽の創作を志していたグリーグは、ヴィニエの詩に大きな刺激を受け、15曲の歌曲を作曲した。最初の作品は1873年に、大部分は1880年に作曲しているが、このうち12曲が『12のメロディ』作品33として、2集に分けて1880年に出版された。
歌曲集の出版と同年、グリーグは生地ベルゲンのオーケストラ「ハルモニエン」（現ベルゲン・フィルハーモニー管弦楽団）の指揮者に就任したが、同楽団での演奏を考えて、歌曲のうち2曲を弦楽合奏用に編曲した。同年終わり頃にグリーグ指揮の同楽団によって初演されたと考えられるが、月日などの詳細は不明である。
出版は、翌1881年にライプツィヒのペータースから行われ、友人のハインリヒ・フォン・ヘルツォーゲンベルクに献呈された。なお、ピアノ独奏および連弾用にも編曲され、1887年に同社から出版されている。
なお、『12のメロディ』からは他にも1曲が、『2つのメロディ』作品53（1891年）の第1曲として弦楽合奏用に編曲されている。

## 楽器編成
弦楽合奏。ただし通常の5部合奏でなく、第2ヴァイオリンとヴィオラが各2部に分かれた7部を基本とし、「春」ではさらに第1ヴァイオリンとチェロも各2部に分かれて9部となる。

## 演奏時間
「傷ついた心」約3-4分、「春」約5-6分 

## 内容

### 第1曲 傷ついた心
原題は原曲ともに Hjertesår で、「胸の痛手」とも訳される。原曲は作品33の第3曲で、生活との戦いに疲れ傷ついた詩人の心が、春の訪れごとに蘇ることを歌っている。編曲にあたり、その第1節と第3節のメロディ、あるいはハーモニーにわずかな変更を加えている。
楽曲構成は、主題旋律が楽器と伴奏を変えて3回繰り返されるという単純なものとなっている。

### 第2曲 春
原題は原曲ともに Våren である。ペータースから出版の際、初版では Der Frühling とドイツ語訳されたが、再版の際に詩の内容を暗示するため Letzter Frühling （最後の春）と改題された。これが誤訳されたことから、日本では「過ぎにし春」あるいは「過ぎた春」の題名で呼ばれることもある。
原曲の詩は、その年の春の到来を、自分にとっては最後の春であろうという感慨とともに眺める、という内容である。グリーグの代表的な歌曲の一つであり、1894年に管弦楽伴奏版も作られている。
原曲は4節からなるが、そのうち第2節を用いて編曲しており、こちらも主題旋律が2回繰り返されるだけ単純な構成となっている。